# Рамос Гонсалес, Энрике
Энрике «Кике» Рамос Гонсалес (исп. Enrique "Quique" Ramos González; род. 7 марта 1956, Мадрид) — испанский футболист, игравший на позиции нападающего.

## Клубная карьера
Во взрослом футболе дебютировал в 1977 году выступлениями за команду «Атлетико Мадрид B», в которой провел два сезона. После чего с 1979 года стал игроком основной команды мадридского «Атлетико». Сыграл за мадридский клуб следующие девять сезонов своей игровой карьеры. Большинство времени, проведенного в составе «Атлетико», был основным игроком команды. В 1985 году помог команде выиграть кубок Испании и национальный Суперкубок. В следующем сезоне команда успешно выступала в Кубке обладателей кубков, достигнув финала турнира, в котором со счетом 0: 3 уступила киевскому «Динамо».
Завершил профессиональную игровую карьеру в клубе «Райо Вальекано» в 1989 году.

## Международная карьера
Дебют за национальную сборную Испании состоялся 18 февраля 1981 года в товарищеском матче против сборной Франции. Был включен в составы сборной на летние Олимпийские игры 1980 в Москве.

## Достижения
«Атлетико Мадрид»
- Обладатель Кубка Испании: 1984/1985
- Обладатель Суперкубка Испании: 1985